# حزب أزور
حزب أزور (بالفارسية: حزب کبود، "Hezb-e kabud") ، «حزب إيران النازية» الملقب ب  «القمصان السوداء»  ((بالفارسية: سیاه‌پوشان، "Siahpushan") كان الحزب الفاشي في إيران  مع ألمانوفيل والمؤيدين لتوجهات ألمانيا النازية.
أسسها حبيب الله نوبت، فضل الله زاهدي، وأبو القاسم كاشاني، وشمس قنطادي، من بين الشخصيات التي يُقال أنها تابعة للحزب.